# Tsunami (calciatore)
Tsunami, pseudonimo di Wenderson de Freitas Soares (Belém, 4 gennaio 1996), è un calciatore brasiliano, difensore del Levski Sofia.

## Carriera
Cresciuto nel settore giovanile del Remo, debutta in prima squadra il 30 agosto 2016, in occasione dell'incontro di Série C perso per 2-0 contro l'ABC. Negli anni successivi, gioca con alcune squadre nei campionati statali e nelle serie minori del campionato brasiliano, senza mai salire al di sopra della terza divisione (categoria in cui peraltro gioca in solamente un'altra stagione dopo quella dell'esordio assoluto da professionista). Nel gennaio del 2022 approda in Europa ai bulgari del Levski Sofia, con cui conclude la stagione segnando un gol in 11 presenze nella prima divisione bulgara e contribuisce con quattro presenze alla vittoria della coppa nazionale bulgara; rimane in squadra anche durante la stagione 2022-2023, nella quale oltre a giocare nella supercoppa bulgara mette anche a segno una rete in tre presenze nei turni preliminari di Conference League.

## Statistiche

### Presenze e reti nei club
Statistiche aggiornate al 19 novembre 2022.
| Stagione            | Squadra             | Campionato          | Campionato | Campionato | Coppe nazionali | Coppe nazionali | Coppe nazionali | Coppe continentali | Coppe continentali | Coppe continentali | Altre coppe | Altre coppe | Altre coppe | Totale | Totale |
| Stagione            | Squadra             | Comp                | Pres       | Reti       | Comp            | Pres            | Reti            | Comp               | Pres               | Reti               | Comp        | Pres        | Reti        | Pres   | Reti   |
| ------------------- | ------------------- | ------------------- | ---------- | ---------- | --------------- | --------------- | --------------- | ------------------ | ------------------ | ------------------ | ----------- | ----------- | ----------- | ------ | ------ |
| ago. 2016           | Remo                | C                   | 1          | 0          |                 | -               | -               |                    | -                  | -                  |             | -           | -           | 1      | 0      |
| apr.-nov. 2016      | Castanhal           | SD/PA               | 6          | 1          |                 | -               | -               |                    | -                  | -                  |             | -           | -           | 6      | 1      |
| 2017                | Remo                | PD/PA+C             | 11+12      | 2+0        | CB              | 1               | 0               |                    | -                  | -                  |             | -           | -           | 24     | 2      |
| gen.-mar. 2018      | Rio Claro           | A2/SP               | 7          | 0          |                 | -               | -               |                    | -                  | -                  |             | -           | -           | 7      | 0      |
| mag. 2018           | Atlético Tubarão    | D                   | 2          | 0          |                 | -               | -               |                    | -                  | -                  |             | -           | -           | 2      | 0      |
| gen.-ago. 2019      | Boa Esporte         | M1/MG+C             | 11+17      | 3+1        | CB              | 1               | 0               |                    | -                  | -                  |             | -           | -           | 29     | 4      |
| mar. 2020           | Cuiabá              | PD/MT               | 1          | 0          |                 | -               | -               |                    | -                  | -                  |             | -           | -           | 1      | 0      |
| set.-nov. 2020      | Manaus              | C                   | 9          | 0          |                 | -               | -               |                    | -                  | -                  |             | -           | -           | 9      | 0      |
| 2021                | Botafogo-PB         | PD/PB+C             | 7+21       | 0+2        |                 | -               | -               |                    | -                  | -                  |             | -           | -           | 28     | 2      |
| gen.-giu. 2022      | Levski Sofia        | 1L                  | 6+5        | 0+1        | CB              | 4               | 0               |                    | -                  | -                  |             | -           | -           | 15     | 1      |
| 2022-2023           | Levski Sofia        | 1L                  | 16         | 1          | CB              | 1               | 0               | UECL               | 3                  | 1                  | SB          | 1           | 0           | 21     | 2      |
| Totale Levski Sofia | Totale Levski Sofia | Totale Levski Sofia | 22+5       | 1+1        |                 | 5               | 0               |                    | 3                  | 1                  |             | 1           | 0           | 36     | 3      |
| Totale carriera     | Totale carriera     | Totale carriera     | 132        | 11         |                 | 7               | 0               |                    | 3                  | 1                  |             | 1           | 0           | 143    | 12     |

## Palmarès

### Club

#### Competizioni regionali
- Copa Verde: 1

Cuiabá: 2019

#### Competizioni nazionali
- Coppa di Bulgaria: 1

Levski Sofia: 2021-2022